# 페드로 페블레스
페드로 후안 페블레스 곤살레스(스페인어: Pedro Juan Febles González, 1958년 4월 18일 ~ 2011년 12월 14일)는 짧게 페드로 페블레스라고도 불리는 베네수엘라의 과거 국가대표 축구 선수로, 포지션은 스트라이커였다. 페드로 페블레스의 아들 다니엘 페블레스 또한 축구 선수로 활약하고 있다.

## 선수 생활
페드로 페블레스는 1979년, 1983년, 1989년 코파 아메리카에 베네수엘라 축구 국가대표팀 선수로 활약하였다. 또한 러시아 모스크바에서 개최된 1980년 하계 올림픽에도 참가하였다.